# RoboCop: Alpha Commando
RoboCop: Alpha Commando es una serie animada de televisión de Canadá y EE. UU. producida por Metro Goldwyn Mayer y Orion Pictures Corporation. La serie de televisión consta de 40 episodios en una temporada. Se emitió por primera vez el 7 de septiembre de 1998 y terminó el 3 de febrero de 1999. Esta serie es parte de la franquicia dedicada a RoboCop.

## Argumento
La serie nos sitúa en el año 2030, RoboCop ha sido reactivado después de cinco años fuera de servicio para ayudar a un grupo federal de alta tecnología, " La División Alfa " en su vigilancia y lucha contra DARC (el Directorio para la Anarquía, Revueltas y Caos) una peligrosa organización terrorista y otras fuerzas de mal organizadas a escala mundial. 

## Reparto
- David Sobolov es RoboCop.
- Akiko Morison es Agente Nancy Miner.
- Dean Haglund es Dr. Cornelius Neumeier
- Blu Mankuma es Sgt. Reed
- Campbell Lane es  Alpha Prime.

## Lista de Capítulos
1. Justice Reborn (1)
2. Justice Reborn (2)
3. Justice Reborn (3)
4. Doppelganger
5. Town of Tomorrow
6. Cyber-Fagin
7. Plague on Ice
8. Robo Racer
9. The Hermanator
10. Robopop
11. The Weakest Link
12. Really, Really Big Shoo
13. A Pretty Girl Is Like a Malady
14. Francesca's Quest
15. Power Play
16. Deep Trouble
17. Maxsop 4
18. Oh Tannenbaum Whoa Tannenbaum
19. We'll Always Have Paris
20. Best Friends
21. Garden of Evil
22. Robodog
23. Brawl in the Family
24. Cop Games
25. H-2-Uh-Oh
26. Inside Out
27. The ERG and I
28. Survival of the Fittest
29. While You Were Sleeping
30. Return of the Hermanator
31. Family Reunion (1)
32. Family Reunion (2)
33. Small Packages
34. Head Games
35. DARC Secrets
36. Thank You Very Mulch
37. Father's Day
38. Out of the Dark
39. Das Re-Boot
40. Talk About the Weather

- Datos: Q1619207